# Hemitheinopsis
Hemitheinopsis är ett släkte av fjärilar. Hemitheinopsis ingår i familjen mätare.
Kladogram enligt Catalogue of Life:
| Hemitheinopsis | \| \| Hemitheinopsis pterochroa \| \| \| \| \| \| Hemitheinopsis pteroglauca \| \| \| \| |
|                | \| \| Hemitheinopsis pterochroa \| \| \| \| \| \| Hemitheinopsis pteroglauca \| \| \| \| |
|                | Hemitheinopsis pterochroa                                                                |
|                |                                                                                          |
|                | Hemitheinopsis pteroglauca                                                               |
|                |                                                                                          |